# Manuel Menéndez
Manuel Menéndez  foi um político e Presidente do Peru durante 3 mandatos, a primeira vez, de 1841 até 1842, o segundo mandato de 1844 até 1844 e a terceira e última vez, de 1844 até 1845.